# Champagne Pool
Pour les articles homonymes, voir Champagne.

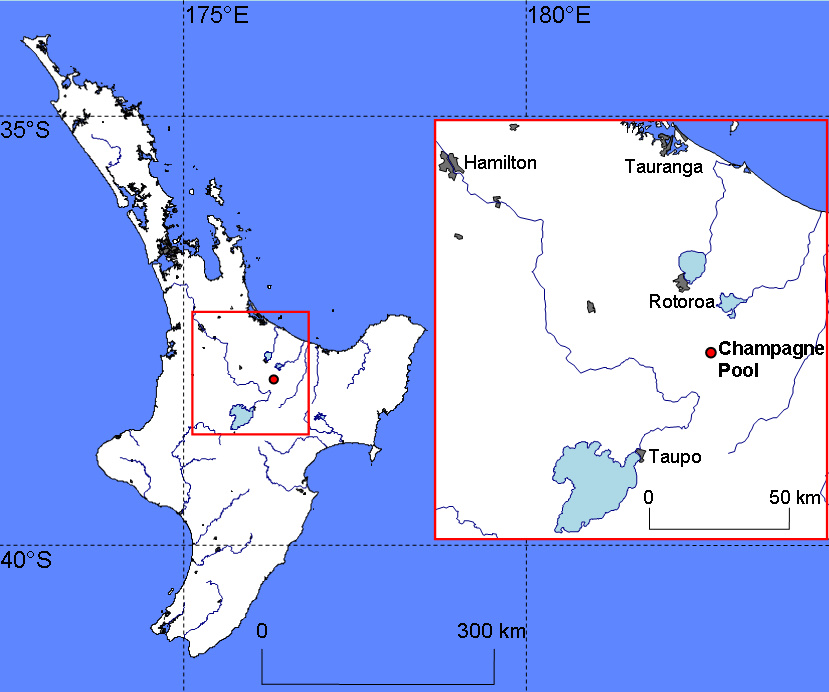
Localisation de Champagne Pool.

Champagne Pool est un bassin naturel d’eau chaude de la zone thermale de Wai-O-Tapu dans la région du Waikato en Nouvelle-Zélande. La source chaude est située à environ 30 km au sud-est de Rotorua et 50 km au nord est de Taupo. Le nom de Champagne Pool provient des abondantes émanations de dioxyde de carbone (CO2) qui rappellent les bulles dans un verre de Champagne. La source chaude s'est formée il y a 900 ans à la suite d'une éruption hydrothermale, ce qui en fait, à l'échelle géologique, un système relativement jeune. Son cratère fait environ 65 mètres de diamètre et atteint une profondeur de l'ordre de 62 mètres pour un volume estimé à 50 000 m3 . 

## Caractéristiques thermiques et chimiques

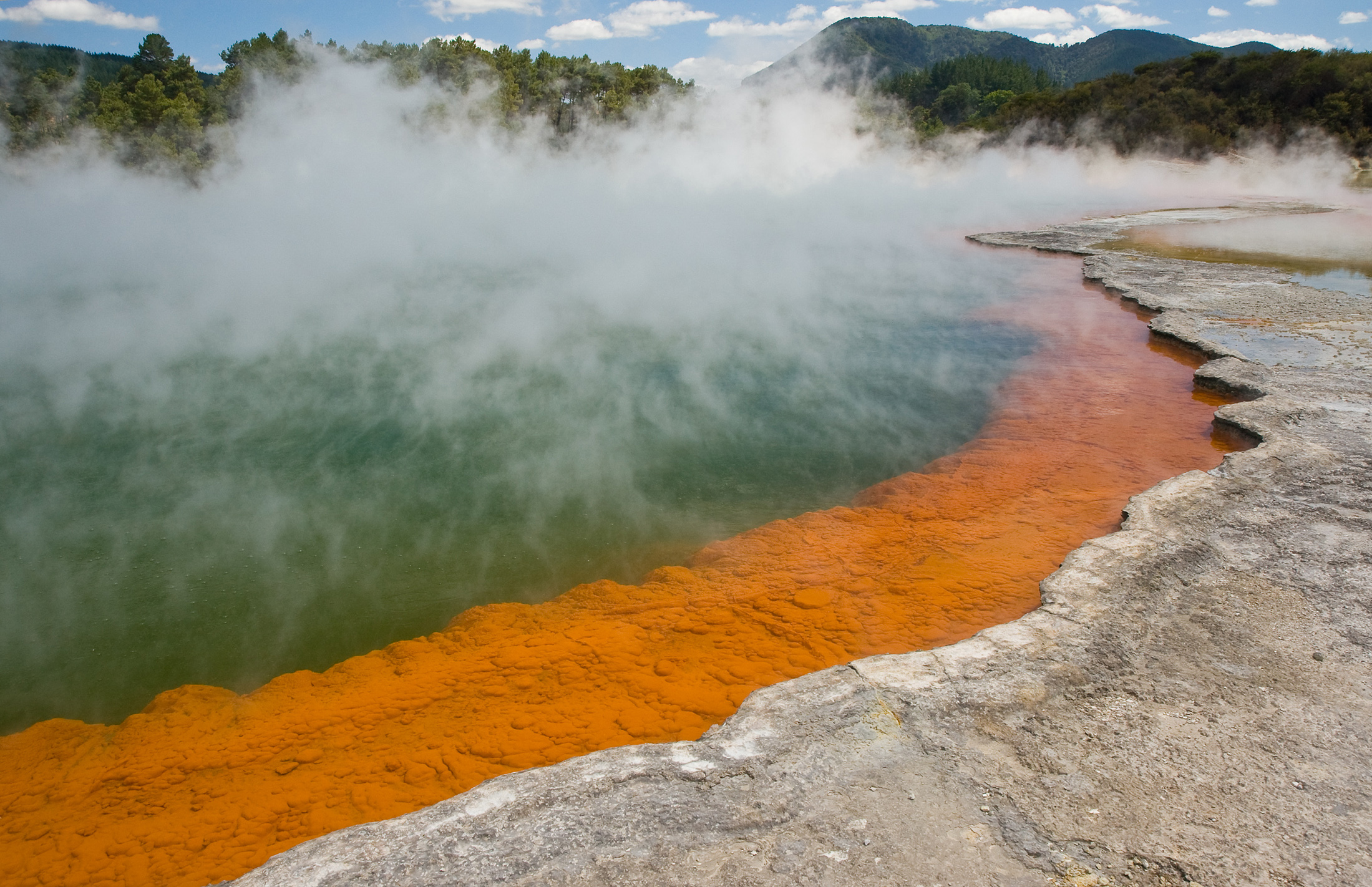
Champagne Pool

Les eaux profondes sous Champagne Pool sont à une température d'environ 260 °C mais la température de l'eau du bassin est comprise entre 73 °C et 75 °C du fait de son refroidissement au contact de l'atmosphère. Son pH est relativement constant, de l'ordre de 5,5, du fait du tamponnement par le flux de CO2. Les gaz sont principalement du CO2, mais aussi, dans une moindre mesure, de l'azote (N2), du méthane (CH4), de l'hydrogène (H2), du sulfure d'hydrogène (H2S) et des traces d'oxygène (O2). Le fluide géothermal siliceux est saturé de métalloïdes tels que l'orpiment (As2S3) et la stibine (Sb2S3) qui précipitent et forment des dépôts orangés. Les dépôts colorés contrastent fortement avec le gris-blanc de la silice des abords de Champagne Pool.

## Caractéristiques biologiques

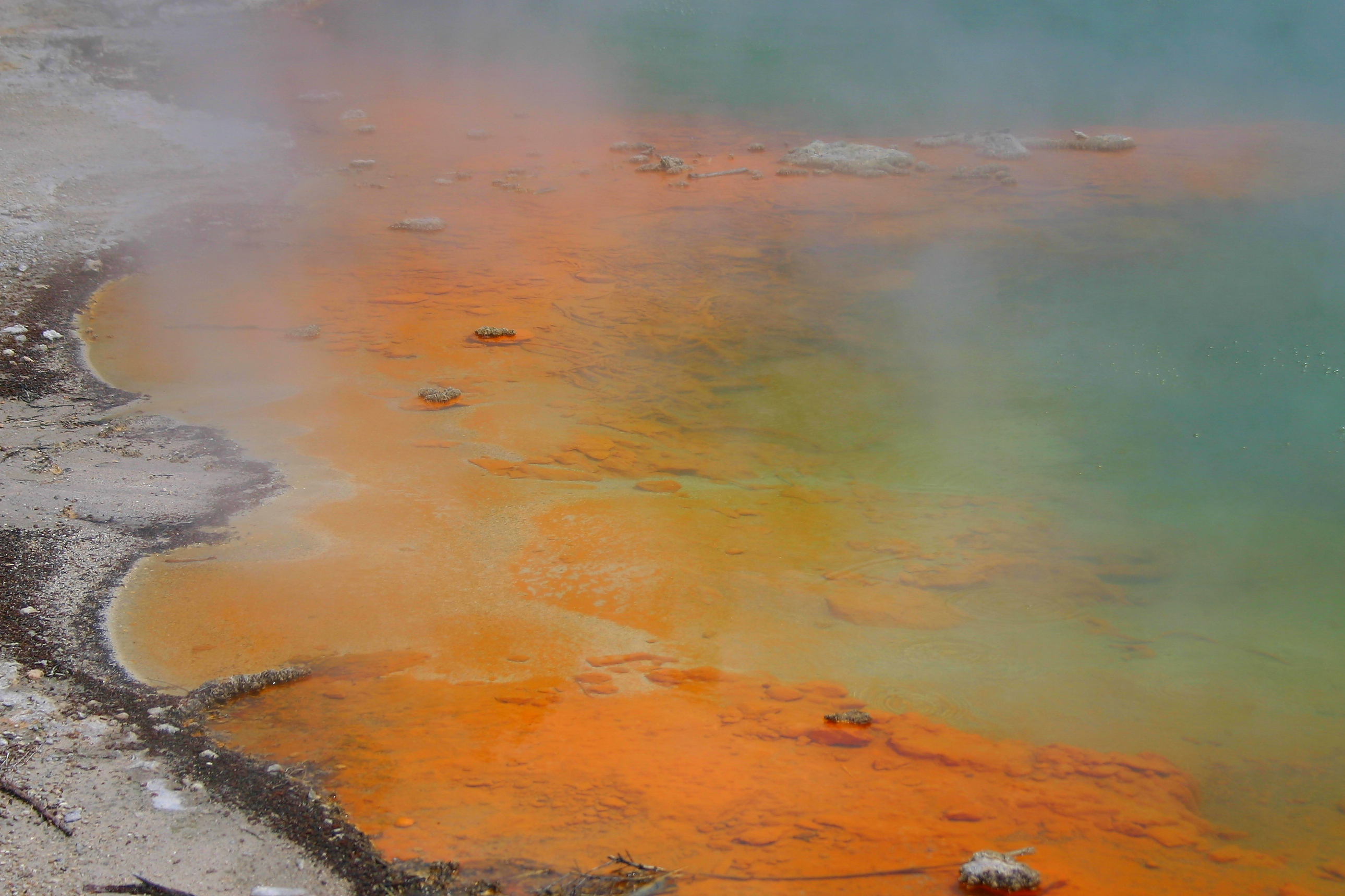
Les bords du bassin et les dépôts d'orpiment et de stibine

Tandis que les caractéristiques géochimiques de Champagne Pool sont bien connues, seules quelques études se sont intéressées aux formes de vie microbienne qu'il pourrait accueillir. Le H2 et aussi le CO2 ou le O2 pourraient constituer des sources d'énergie permettant le développement autotrophe de micro-organismes methanogènes ou hydrogène-oxydants. 
Deux nouvelles bactéries et une nouvelle archaea ont été isolées à Champagne Pool. La bactérie CP.B2 nommée Venenivibrio stagnispumantis supporte de relativement fortes teneurs en composés d'arsenic et d'antimoine et représente un nouveau genre et une nouvelle espèce dans l'ordre des Aquificales.